# Susan Clancy
Susan A. Clancy là nhà tâm lý học nhận thức và Phó giáo sư giảng dạy môn Hành vi người tiêu dùng tại INCAE kiêm Nghiên cứu sinh Sau Tiến sĩ tại Đại học Harvard. Bà nổi tiếng trong giới nghiên cứu nhờ vào công trình gây tranh cãi về ký ức bị kìm nén và phục hồi trong các cuốn sách có nhan đề Abducted: How People Come to Believe They Were Kidnapped By Aliens  (tạm dịch: Bị bắt cóc: Làm thế nào mọi người tin rằng họ bị người ngoài hành tinh bắt cóc) và The Trauma Myth: The Truth about the Sexual Abuse of Children—and its Aftermath (tạm dịch: Huyền thoại về chấn thương: Sự thật về lạm dụng tình dục trẻ em — và hậu quả của nó).

## Học vấn
Năm 2001, Clancy thi đậu lấy bằng Tiến sĩ chuyên ngành tâm lý học thực nghiệm tại Đại học Harvard.

## Sự nghiệp
Susan Clancy gia nhập khoa tâm lý Đại học Harvard với tư cách là sinh viên tốt nghiệp năm 1995. Tại đây bà bắt đầu nghiên cứu về trí nhớ và ý tưởng về ký ức bị kìm nén do chấn thương. Cuộc tranh luận trong lĩnh vực này diễn ra mạnh mẽ vào thời điểm đó, với nhiều bác sĩ lâm sàng cho rằng chúng ta kìm nén ký ức để bảo vệ bản thân khỏi những chấn thương vượt quá sức chịu đựng. Mặt khác, nhiều nhà tâm lý học nhận thức lại lập luận rằng chấn thương này thật sự hầu như không bao giờ bị lãng quên, và dạng ký ức để lại nhiều năm sau đó thông qua thôi miên rất có thể dẫn đến sai lệch.
Năm 2003, Clancy nhận xét với Bruce Grierson của tờ New York Times rằng "chẳng ai thèm nghiên cứu về nhóm đang là trung tâm của cuộc tranh cãi -- những người báo cáo ký ức được phục hồi. Chức năng bộ nhớ trong nhóm này chưa bao giờ được kiểm tra trong phòng thí nghiệm."
Clancy đưa ra giả thuyết rằng có một nhóm người dễ bị tạo trí nhớ sai lệch hơn và xu hướng này có thể được chứng minh trong phòng thí nghiệm bằng cách đưa ra các bài kiểm tra trí nhớ tiêu chuẩn. Những bài kiểm tra này sẽ cung cấp cho người tham gia danh sách các từ liên quan rồi đề nghị họ nhớ lại danh sách đầu tiên bằng cách khoanh tròn các từ trong danh sách thứ hai bao gồm các từ tương tự. Dữ liệu của bà cho thấy một số người có nhiều khả năng "nhớ lại" khi nhìn thấy những từ tương tự với những từ trong danh sách không trùng khớp chính xác, hơn là một nhóm đối chứng. Về cơ bản là "tạo ra dạng hồi ức từ một suy luận theo ngữ cảnh, thực tế xuất phát từ cảm giác." Những phát hiện này đã được công bố trên tạp chí Khoa học Tâm lý năm 2000.
Công trình nghiên cứu của Clancy đã bị một số người trong cộng đồng chỉ trích nặng nề. Có ý kiến cho rằng có thể những người sở hữu ký ức hồi phục về chấn thương thường nhớ lại nỗi đau buồn đến mức họ không chỉ bị kìm nén mà còn biểu hiện thành suy giảm nhận thức dễ gây ra các vấn đề về trí nhớ trong điều kiện thử nghiệm như nghiên cứu này. Ngoài ra, bà còn nhận được những lá thư đề nghị rằng ngay cả việc tiến hành loại nghiên cứu này nhằm "cổ vũ cho những kẻ lạm dụng tình dục trẻ em" và chế giễu sự đau khổ của trẻ em. Đến năm 2000 khi Clancy được mời đến nói chuyện tại Bệnh viện Cambridge, bà mới biết rằng nhiều người trong khoa tâm thần đã phản đối buổi diễn thuyết của mình.
Vào lúc này, Clancy quyết định đi tìm một nhóm mới để nghiên cứu tiếp. Bà bắt đầu nghiên cứu hiện tượng người ngoài hành tinh bắt cóc mà những câu chuyện của họ có thể tạo ra kết quả nghiên cứu rõ ràng hơn về phương pháp luận. Clancy tiến hành việc nghiên cứu tỉ mỉ những người tham gia cho đến khi bà tìm thấy 11 nạn nhân vụ bắt cóc bằng lòng kể lại câu chuyện của họ. Điều này đặt ra những thách thức riêng bởi vì nhiều người tham gia nghiên cứu không tin vào ký ức bị kìm nén, mà thay vào đó là một số cách giải thích theo giả thuyết ngoài Trái Đất, chẳng hạn như người ngoài hành tinh xóa bỏ ký ức hoặc kiểm soát tâm trí của họ theo một cách thức nào đó.
Năm 2003, Clancy đảm nhận cương vị giáo sư tại Viện Quản trị Kinh doanh Trung Mỹ trực thuộc Harvard ở Managua, Nicaragua. Bà tiếp tục làm giám đốc nghiên cứu tại Trung tâm vì Tiến bộ, Phát triển và quyền Lãnh đạo của Phụ nữ trực thuộc Harvard ở Nicaragua.

## Tác phẩm

### Abducted: How People Come to Believe They Were Kidnapped By Aliens
Do Nhà xuất bản Đại học Harvard ấn hành vào năm 2005, cuốn sách của Susan Clancy có nhan đề Abducted: How People Come to Believe They Were Kidnapped By Aliens đã nhận được những đánh giá tích cực nồng nhiệt. Sách sử dụng dữ liệu thu được từ một số nghiên cứu trí nhớ về những người bị bắt cóc tự mô tả diễn ra trong vài năm trước đó. Cuốn sách khám phá những gì các chuyên gia chính thống tin là nguồn gốc của các câu chuyện sinh vật lạ bắt cóc, chẳng hạn như bóng đè và việc sử dụng các kỹ thuật thôi miên để "phục hồi" ký ức bị lãng quên. Clancy nhận thấy mối quan tâm trước đây đối với sự đầu tư dành cho hiện tượng huyền bí và tình cảm cũng đóng một vai trò trong việc tạo ra ký ức về vụ bắt cóc.
Benedict Carey của tờ New York Times tin rằng cuốn sách không chỉ nói về người ngoài hành tinh, mà "sách còn gợi ý về tham vọng lớn hơn, nhằm giải thích tâm lý của những trải nghiệm biến dạng, cho dù là vụ bắt cóc khả nghi, cải đạo hay những chuyến viếng thăm của thần linh". Clancy chứng minh rằng những câu chuyện người ngoài hành tinh bắt cóc này mang lại cho mọi người ý nghĩa và cách hiểu về cuộc sống và hoàn cảnh của chính họ. Nó cũng mang lại cho họ cảm giác rằng họ không đơn độc trong vũ trụ này. Carey rút ra kết luận "theo nghĩa này, ký ức về vụ bắt cóc giống như viễn cảnh tôn giáo siêu việt, đáng sợ nhưng bằng cách nào đó vẫn an ủi và ở một mức độ tâm lý cá nhân nào đó lại chính là sự thật." Paul McHugh của tờ The Wall Street Journal cũng chỉ ra rằng, dù trải nghiệm tồi tệ đến đâu, không ai trong số những người bị bắt cóc phải hối hận vì điều đó đã xảy ra. Nhiều người trong số họ cảm thấy rằng họ đặc biệt hoặc "được chọn" để có những trải nghiệm này.
Lời chỉ trích duy nhất của Benedict Carey là Clancy đã không đòi đối tượng mà bà phỏng vấn chia sẻ niềm tin tôn giáo của họ, điều mà ông lưu ý rằng bản thân Clancy cũng rất hối tiếc. Ông kết luận rằng "khi nói đến chiều sâu của những câu chuyện về người ngoài hành tinh, cuộc điều tra khoa học như thế này có thể phải kết thúc bằng cuộc điều tra về tôn giáo."

### The Trauma Myth: The Truth about the Sexual Abuse of Children—and its Aftermath
Cuốn sách này được xuất bản vào năm 2010, khởi đầu từ lúc Clancy đang thực hiện dự án nghiên cứu sau đại học vào giữa thập niên 1990 và bà bắt đầu phỏng vấn những người trưởng thành sống sót sau vụ lạm dụng tình dục thời thơ ấu. Bà tỏ ra kinh ngạc khi nhận thấy rằng hầu hết các nạn nhân bị lạm dụng thời thơ ấu không cảm thấy tổn thương, theo nghĩa thông thường của từ này, cho đến khi họ đủ lớn để thực sự hiểu chuyện gì đã xảy ra.
Một trong những cảm giác phổ biến nhất giữa các mẫu thức của Clancy chính là tự trách bản thân. Phần lớn những người được phỏng vấn chưa bao giờ bị bạo lực hoặc nhớ lại cảm giác đau đớn, thay vào đó chủ yếu là sự bối rối vào thời điểm đó. Nhưng tổn thương tâm lý bắt đầu khi họ nhận ra rằng lòng tin và sự vô tội của họ đã bị phản bội. Chính cảm giác nạn nhân được dự phần vào câu chuyện mới là nguyên nhân gây ra nỗi đau khổ lớn nhất sau này trong cuộc đời họ.

### Bài báo trên tạp chí
- ¿Por qué no hay más Mujeres en la Cima de la Escala Corporativa: Debido a Estereotipos, a Diferencias Biológicas o a Escogencias Personales? / Why aren’t more Women at the Top of the Corporate Ladder: Stereotypes, Biological Differences or Choices (2007)[1][9]
- Autobiographical memory specificity in adults reporting repressed, recovered, or continuous memories of childhood sexual abuse (2006)[1][10]
- Clinical characteristics of adults reporting repressed, recovered, or continuous memories of childhood sexual abuse (2006)[1][11]
- Sleep paralysis and recovered memories of childhood sexual abuse: A reply to Pendergrast (2006)[1][12]
- Who needs repression? Normal memory processes can explain “forgetting” of childhood sexual abuse (2005)[1][13]
- Sleep Paralysis, Sexual Abuse, and Space Alien Abduction (2005)[1][14]
- Sleep paralysis in adults reporting repressed, recovered, or continuous memories of childhood sexual abuse (2005)[1][15]
- Reality Monitoring in Adults Reporting Repressed, Recovered, or Continuous Memories of Childhood Sexual Abuse (2005)[1][16]
- Inhibiting retrieval of trauma cues in adults reporting histories of childhood sexual abuse (2004)[1][17]
- Psychophysiological Responding During Script-Driven Imagery in People Reporting Abduction by Space Aliens (2004)[1][18]
- Reconceptualizing the teaching team in universities: Working with sessional staff (2002)[1][19]
- Memory distortion in people reporting abduction by aliens (2002)[1][20]
- Directed forgetting of trauma cues in adults reporting repressed or recovered memories of childhood sexual abuse (2001)[1][21]
- False Recognition in Women Reporting Recovered Memories of Sexual Abuse (2000)[1][22]
- Personality profiles, dissociations, and absorption in women reporting repressed, recovered, or continuous memories of childhood sexual abuse (2000)[1][23]
- Cognitive processing of trauma cues in adults reporting repressed, recovered, or continuous memories of childhood sexual abuse (2000)[1][24]
- Effects of guided imagery on memory distortion in women reporting recovered memories of childhood sexual abuse (1999)[1][25]
- Cardiorespiratory Symptoms in Response to Physiological Arousal (1998)[1][26]
- Directed forgetting of trauma cues in adult survivors of childhood sexual abuse with and without posttraumatic stress disorder (1998)[1][27]
- Differential diagnosis of palpitations. Preliminary development of a screening instrument (1996)[1][28]
- Somatized Psychiatric Disorder Presenting as Palpitations. Archives of Internal Medicine (1996)[1][29]